# جزبل خال‌سرخ
جزبل خال‌سرخ (نام علمی: Delias aganippe) گونه‌ای پروانه است که در تیره کاهی‌بالان و سرده هاشوربالان قرار دارد.

## ظاهر
- پهنای بال: ۶۰ تا ۷۰ میلی‌متر
- رنگ: دارای خال‌های قرمز

## زیستگاه
- استرالیا